# Nicholas Purcell
Nicholas Purcell ist ein britischer Althistoriker.

## Leben
Von 1974 bis 1977 war er Student am Worcester College in Oxford, bevor er bis 1979 Prize-Fellow am All Souls College in Oxford wurde. Während seiner Zeit als Student am Worcester College war er Schüler von Peter Brunt. Von 1979 bis Oktober 2011 war er Tutor am St John’s College (Oxford) und trat die Nachfolge von Nicholas Sherwin-White an. Er wurde 2007 zum Fellow der British Academy gewählt. Nachdem er im Oktober 2011 Camden Professor of Ancient History geworden war, wurde er zum Fellow des Brasenose College in Oxford gewählt.
Seine Forschungsschwerpunkte sind die Sozial-, Wirtschafts- und Kulturgeschichte Roms und die Stadt Rom sowie das Mittelmeer und seine Geschichte.

## Schriften (Auswahl)
- mit Danny Danziger: Hadrian’s empire. When Rome ruled the world. London 2006, ISBN 0-340-83361-0.
- mit Peregrine Horden: The corrupting sea. A study of mediterranean history. Malden 2013, ISBN 978-0-631-21890-6.